# Мумията се завръща
Мумията се завръща (на английски: The Mummy Returns) е американски филм от 2001 година.

## Актьорски състав
| Актьор           | Роля                                |
| ---------------- | ----------------------------------- |
| Брендън Фрейзър  | Рик О'Конъл                         |
| Рейчъл Вайс      | Евелин О'Конъл / принцеса Нефертари |
| Фреди Бот        | Алекс О'Конъл                       |
| Джон Хана        | Джонатан Карнахан                   |
| Арнолд Вослу     | Имхотеп                             |
| Одед Фер         | Ардет бей                           |
| Патриша Веласкес | Мийла Наис / Анак-су-намун          |
| Дуейн Джонсън    | Матаяс, царят на скорпионите        |

## Награди и номинации
| Награда | Категория                  | Номиниран(и)               | Резултат  |
| ------- | -------------------------- | -------------------------- | --------- |
| Сатурн  | Най-добър фентъзи филм     | Най-добър фентъзи филм     | номинация |
| Сатурн  | Най-добър грим             | Най-добър грим             | номинация |
| Сатурн  | Най-добри специални ефекти | Най-добри специални ефекти | номинация |
| Сатурн  | Най-добър млад актьор      | Фреди Бот                  | номинация |

## „Мумията се завръща“ в България
През октомври 2009 г. Нова телевизия излъчва филма с български дублаж. Дублажът е на Арс Диджитал Студио. Екипът се състои от:
| Преводач            | Лидия Иванова                                                           |
| Озвучаващи артисти  | Йорданка Илова Лина Златева Александър Митрев Камен Асенов Даниел Цочев |
| Режисьор на дублажа | Ралица Ботева                                                           |
| Тонрежисьор         | Михаил Михайлов                                                         |

През декември 2019 г. Филмът се излъчва и по bTV Action. Дублажът се записва наново в студио Медиа Линк. Екипът се състои от:
| Озвучаващи артисти  | Златина Тасева Мартин Герасков Светломир Радев Георги Георгиев-Гого Димитър Иванчев |
| Преводач            | Антония Халачева                                                                    |
| Тонрежисьор         | Емил Енев                                                                           |
| Режисьор на дублажа | Михаела Минева                                                                      |

Филмът е излъчван и по Fox с дублажът от Доли Медия Студио:
| Преводач            | Илияна Йорданова                                                       |
| Озвучаващи артисти  | Татяна Захова Таня Димитрова Константин Лунгов Илиян Пенев Росен Русев |
| Тонрежисьор         | Валентина Георгиева                                                    |
| Режисьор на дублажа | Антонина Иванова                                                       |